# 2500-летие Персидской империи

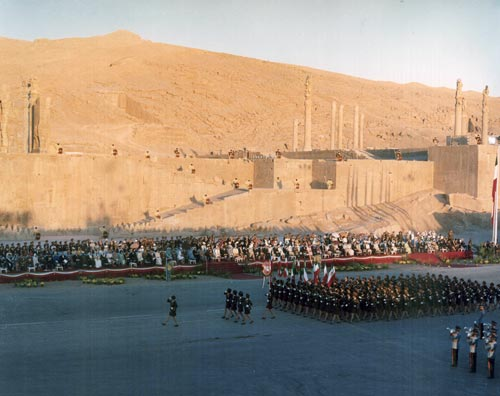
Персеполь — главное место торжеств

2500-летия Персидской империи (перс. جشن‌های ۲۵۰۰ سالهٔ شاهنشاهی ایران‎) — торжественные общегосударственные мероприятия международного масштаба, которые состоялись в период с 12 по 16 октября 1971 года в Иране в ознаменование празднования юбилея (2500-летия) со дня основания первой Персидской империи, основателем которой был Кир Великий.

## Место проведения

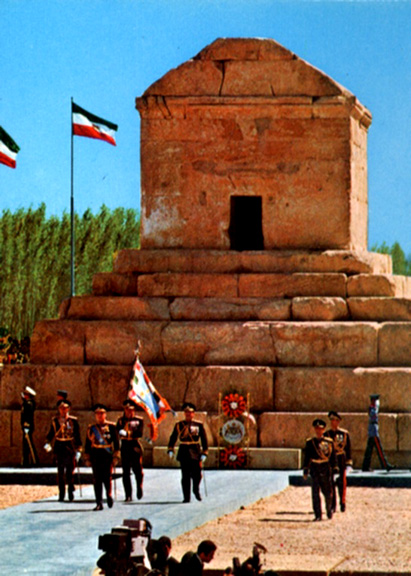
Усыпальница Кира Великого (Пасаргады)

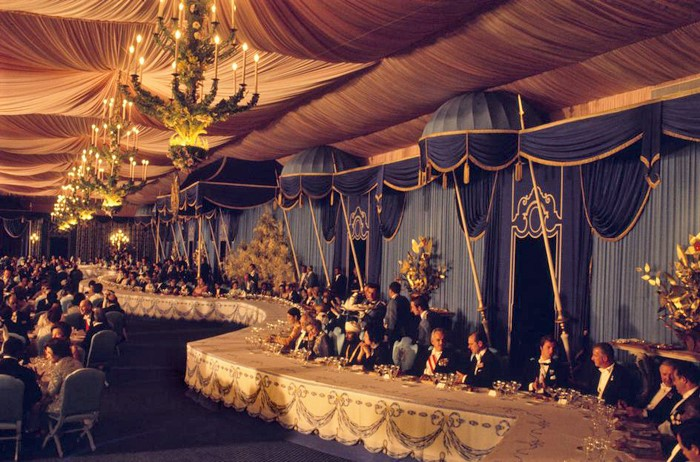
Праздничный ужин

Подготовка к торжествам заняла около года. Основное праздничное действо состоялось в древнем городе Персеполь — церемониальной столице Персидской империи во времена правления династии Ахеменидов. Другая часть торжеств проходила в Тегеране, а также в Пасаргадах, в городе, где находится усыпальница персидского царя Кира. За год до проведения была улучшена местная инфраструктура, в том числе был реконструирован аэропорт Шираз, расположенный неподалеку от Персеполя, который принимал всех гостей, прибывающих на праздник.
Территория вокруг места проведения была тщательно очищена от змей и скорпионов. Были засажены различные виды деревьев и цветов. Из Европы было привезено около 50 000 птиц.
Торжества официально были открыты 12 октября 1971 в день, когда шахиншах Мохаммед Реза Пехлеви и шахбану Фарах Пехлеви почтили память Кира Великого в его усыпальнице.
14 октября 1971 состоялся праздничный ужин, на котором присутствовали 60 членов королевских семей и глав государств и правительств стран. Всего приглашённых гостей из разных стран мира было около 600 человек.
В последний день, в память об отмечавшемся событии, шахиншахом в Тегеране была открыта Башня памяти Шахов (ныне Башня Свободы) — этим было завершено празднование.

## Безопасность
К началу празднования, а также и во время его, в городе, где проходила главная часть торжеств, на которых присутствовали представители королевских семей и главы государств и правительств стран, были приняты необходимые меры безопасности: в палаточном городке, в Персеполе, а также в его окрестностях — охрану гостей осуществляли Служба безопасности Ирана и Иранская национальная организация информации и безопасности.
Впрочем, несмотря на такие беспрецедентные меры, на празднование не решились приехать некоторые монархи и влиятельные лидеры стран, среди которых Елизавета II — королева Великобритании, которой было рекомендовано не посещать это празднование по причинам безопасности, и Президент США Ричард Никсон, который первоначально планировал посетить торжества, однако в последний момент отказался. Вместо них страны представляли супруг королевы, принц-консорт Филипп и вице-президент США Спиро Агню соответственно.

## Критика
Некоторые западные СМИ и местные общественные деятели Ирана, в частности из мусульманского движения Хомейни его последователи, негативно и критически оценили мероприятие, назвав праздник «Фестивалем дьявола». Кроме того, звучали мнения относительно суммы денег, которая была потрачена на проведение торжеств. По оценке организаторов, празднование обошлось в 22 млн долларов. Противники и критики же считали, что фактическая сумма превысила 200 млн долларов.

## Гости
| Государство            | Представитель                     |
| ---------------------- | --------------------------------- |
| Австралия              | Генерал-губернатор Пол Хэзлак     |
| Королевство Афганистан | Принцесса Билкис Бегум            |
| Бахрейн                | Эмир Иса ибн Салман аль-Халифа    |
| Бельгия                | Король Бодуэн I                   |
| Великобритания         | Принц Филип, герцог Эдинбургский  |
| Королевство Греция     | Король Константин II              |
| Дания                  | Король Фредерик IX                |
| Эфиопская империя      | Император Хайле Селассие I        |
| Испания                | Принц Хуан Карлос                 |
| Италия                 | Принц Виктор Савойский            |
| Иордания               | Король Хусейн бен Талал           |
| Канада                 | Генерал-губернатор Роланд Миченер |
| Катар                  | Эмир Ахмад бин Али Аль Тани       |

| Государство                   | Представитель                         |
| ----------------------------- | ------------------------------------- |
| Кувейт                        | Эмир Сабах III                        |
| Лесото                        | Король Мошвешве II                    |
| Лихтенштейн                   | Князь Франц Иосиф II                  |
| Люксембург                    | Великий герцог Жан                    |
| Малайзия                      | Султан Абдул Халим Муадзам Шах        |
| Марокко                       | Принц Мулай Абдаллах                  |
| Нидерланды                    | Принц Бернард Липпе-Бистерфельдский   |
| Норвегия                      | Король Олаф V                         |
| Непал                         | Король Махендра                       |
| Объединённые Арабские Эмираты | Президент Зайд ибн Султан Аль Нахайян |
| Оман                          | Султан Кабус бен Саид                 |
| Таиланд                       | Принц Бганубандге Югала               |
| Япония                        | Принц Микаса-но-мия Такахито          |

| Государство                  | Представитель                             |
| ---------------------------- | ----------------------------------------- |
| Австрия                      | Президент Франц Йонас                     |
| Народная Республика Болгария | Генеральный секретарь ЦК БКП Тодор Живков |
| Бразилия                     | Президент Эмилиу Гаррастазу Медиси        |
| Ватикан                      | Кардинал Максимильен де Фюрстенберг       |
| Дагомея                      | Президент Кутуку Юбер Мага                |
| Заир                         | Президент Мобуту Сесе Секо                |
| Индия                        | Президент Варахагири Венката Гири         |
| Индонезия                    | Президент Сухарто                         |
| Италия                       | Премьер-министр Эмилио Коломбо            |
| КНР                          | Посол Китая в Пакистане Чжан Тун          |
| Корея                        | Премьер-министр Ким Джон Пхиль            |
| Ливан                        | Президент Сулейман Франжье                |
| Мавритания                   | Президент Мухтар ульд Дадда               |
| ФРГ                          | Глава Бундестага Кай-Уве фон Хассель      |
| Пакистан                     | Президент Яхья Хан                        |

| Государство                    | Представитель                                     |
| ------------------------------ | ------------------------------------------------- |
| ПНР                            | Вице-президент ГР ПНР Мечислав Климажевски        |
| Португалия                     | Министр иностранных дел Руй Патришиу              |
| Свазиленд                      | Премьер-министр Макосини Дламини                  |
| Сенегал                        | Президент Леопольд Седар Сенгор                   |
| СССР                           | Председатель Президиума ВС СССР Николай Подгорный |
| США                            | Вице-президент Спиро Агню                         |
| Турция                         | Президент Джевдет Сунай                           |
| Венгерская Народная Республика | Президент Пал Лошонци                             |
| Филиппины                      | Первая леди Имельда Маркос                        |
| Финляндия                      | Президент Урхо Кекконен                           |
| Франция                        | Премьер-министр Жак Шабан-Дельмас                 |
| Чехословакия                   | Президент Людвик Свобода                          |
| Швейцария                      | Президент Рудольф Гнеги                           |
| ЮАР                            | Президент Якобус Фуше                             |
| СФРЮ                           | Президент Йосип Тито                              |